# Cuarteto (música)

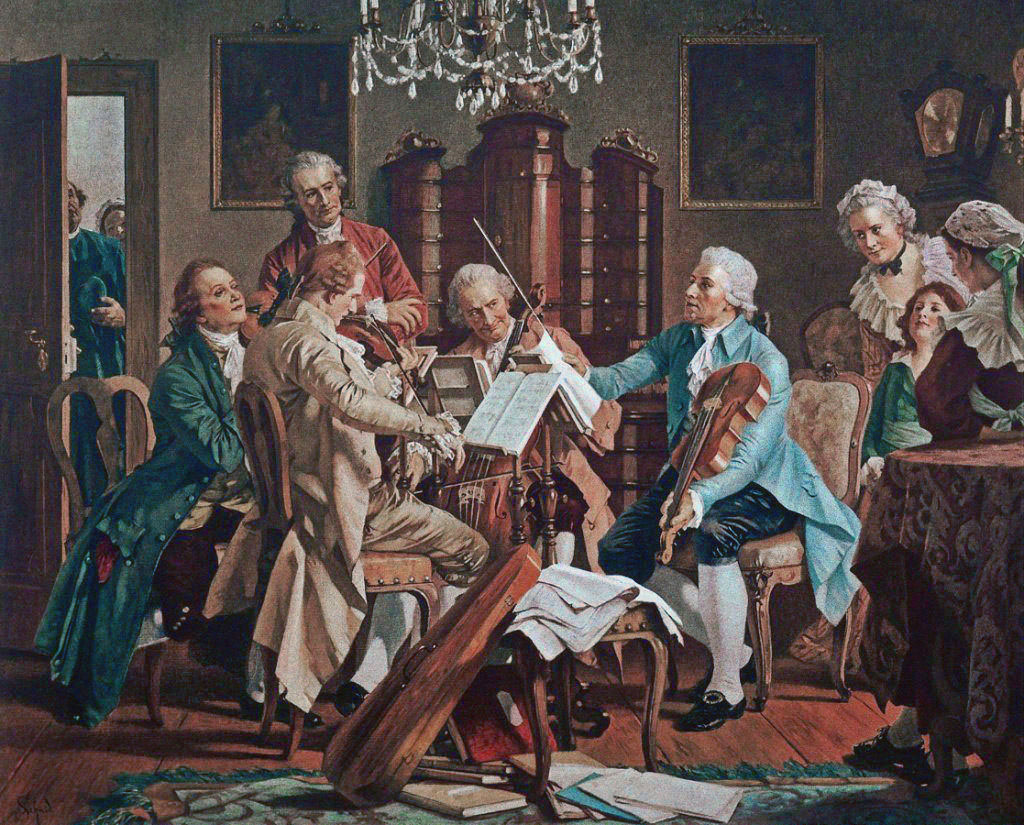
Haydn tocando uno de sus cuartetos, pintura anónima anterior a 1790.

Un cuarteto de música es una agrupación de cuatro instrumentistas o intérpretes vocales. Esta denominación también se aplica a una pieza musical escrita para ser interpretada por un conjunto de estas características.

## Cuarteto como agrupación musical

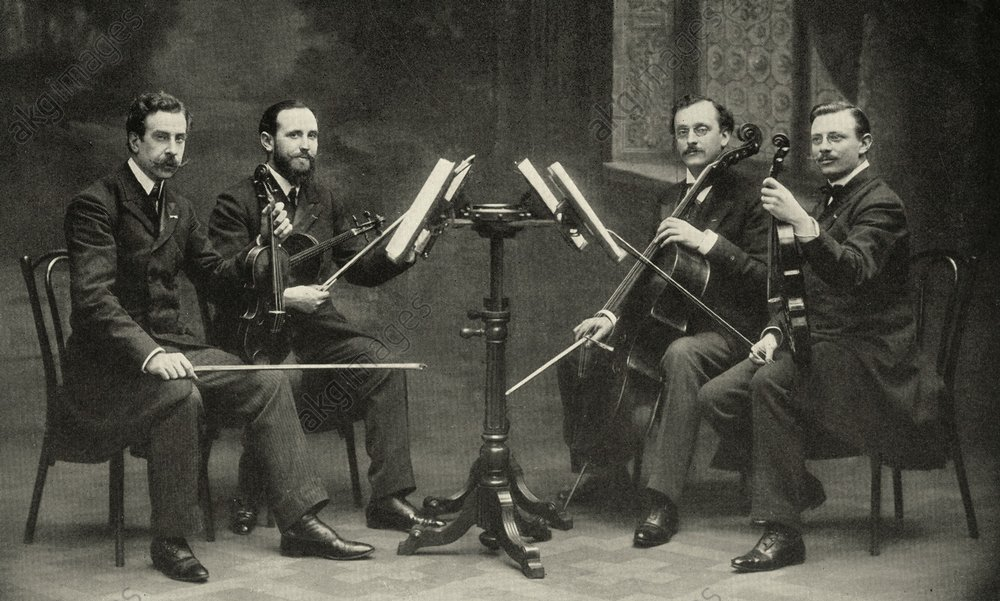
El cuarteto de cuerda Hayot.

### Agrupación instrumental
Los cuartetos pueden tener combinaciones instrumentales muy variadas, aunque las más difundidas son:
- Cuarteto de cuerda: dos violines, viola, violonchelo.
- Cuarteto con piano: violín, viola, violonchelo, piano.
- Cuarteto de viento madera: flauta, oboe, clarinete, fagot generalmente.
- Cuarteto de viento: instrumentos mezclados de viento madera y metal como por ejemplo flauta, clarinete, trompa, fagot.
- Cuarteto de saxofón: saxofón soprano, saxofón alto, saxofón tenor, saxofón barítono.
- Cuarteto de jazz: una trompa (por ejemplo, saxofón, trompeta, etc.), un instrumento polifónico (por ejemplo, guitarra eléctrica, piano, órgano Hammond, etc.), un instrumento grave (por ejemplo, contrabajo o bajo eléctrico) y una batería.
- Cuarteto de rock: dos guitarras eléctricas (una líder y otra rítmica), bajo eléctrico, batería.

#### Música clásica
La agrupación más habitual es el cuarteto de cuerda formado por dos violines, una viola y un violonchelo. 
Del barroco tardío se conservan obras para diferentes combinaciones de instrumentos, usualmente cuerda o vientos. 
El gran transformador del género fue el austriaco Haydn, quien daría su forma moderna con su aportación de 68 obras, la mayoría ejecutadas habitualmente. Mozart contribuyó con 23 obras de personalísimo carácter, destacando de sus últimos cuartetos "Prusianos" la predominancia especial al violonchelo, instrumento muy apreciado por las venideras generaciones de compositores románticos, otorgando igualmente un especial peso a los últimos movimientos, tradicionalmente considerados los más ligeros dentro del concepto clásico, y Beethoven, con 16 cuartetos, logra una de las más altas cúspides en el género.
La literatura musical que aborda el género de los cuartetos es amplísima, destacándose también otras figuras, como Schubert, Brahms, Schumann, Mendelssohn, Bartók y Shostakovich. Ha sido, asimismo, utilizado por los compositores (especialmente por Beethoven) como un vehículo personalísimo de expresión musical.
Los instrumentos de viento tienden a combinarse con el piano en menor medida que con las cuerdas, pero hay un puñado de cuartetos para piano y viento, incluyendo obras de Franz Berwald (con clarinete, trompa y fagot) y Florent Schmitt (con oboe, clarinete y fagot). En el siglo XX hay varias obras significativas escritas para piano con conjunto mixto, como el Cuarteto para piano, clarinete, violín y violonchelo (1938) de Hindemith, el Cuarteto para el fin de los tiempos de Messiaen para la misma combinación, y la Op. 22 de Webern para saxofón tenor, clarinete, violín y piano.
El repertorio de cuartetos para instrumentos de viento exclusivamente es también variado en cuanto a la instrumentación. En sus divertimentos y casaciones, Haydn y sus contemporáneos solían combinar pares de instrumentos: dos flautas y dos trompas o dos clarinetes con dos trompas, por ejemplo. Los cuartetos de Rossini para flauta, clarinete, fagot y trompa son en su mayoría arreglos. Durante el siglo XX se compusieron piezas para cuatro instrumentos de viento diferentes de Frank Bridge, Jean Françaix, Egon Wellesz, Hans Erich Apostel y Henk Badings. Existen otras instrumentaciones de viento como el cuarteto de saxofones.

#### Música popular urbana
En el ámbito de la música popular urbana muchos grupos se han inclinado por formaciones de cuarteto o quinteto.
En 1938 Benny Goodman creó un cuarteto formado por piano, bajo, batería y su clarinete. No obstante, no se popularizaron los cuartetos en el jazz hasta la década de 1950, tras la desaparición de las big bands y el surgimiento del be bop como género para pequeñas agrupaciones musicales. Un ejemplo de esta formación es el Modern Jazz Quartet, que es un cuarteto algo inusual por no contener instrumentos de viento metal. Las agrupaciones de cuatro integrantes más renombradas, como los liderados por Ornette Coleman o John Coltrane, contaban piano, bajo, batería y saxofón.
Durante la segunda mitad del siglo XX el conjunto de cuatro músicos más utilizado es el derivado del rock and roll y el beat, que está formado por bajo y batería, junto con dos guitarras (una líder y otra rítmica) o bien una guitarra y un vocalista. En este sentido, el éxito de los Beatles inspiró la creación de un sinfín de grupos que adoptaban esa misma alineación a lo largo de las siguientes décadas.
El cuarteto de cuerda, típico de la música clásica occidental, aparece en ocasiones en la llamada música pop. Cuando se da este caso suele tratarse de canciones experimentales, por llamarlo de algún modo, y pocas veces son sencillos promocionales ya que, como es lógico suponer, son canciones que se apartan del estilo musical del artista pop. Vale la pena mencionar como ejemplo la canción "Eleanor Rigby", de Los Beatles, sencillo-doble junto con "Yellow submarine". Otra muestra es el tema titulado "Fábula" de Mecano, canción que, sin llegar a ser sencillo, viene a ser unos "caprichos" musicales de quien la escribió. 
Por otra parte, destacan agrupaciones de cuerda como el Kronos Quartet, que ha interpretado piezas tanto de Philip Glass como de Jimi Hendrix, entre otros. Otro ejemplo es el Brodsky Quartet que además interpretar piezas clásicas, es famoso por colaborar con artistas como Björk, Elvis Costello y Paul McCartney.

### Agrupación vocal
Un cuarteto vocal suele adoptar una de las siguientes combinaciones:
- Cuarteto vocal mixto: soprano, contralto, tenor, barítono o bajo.
- Cuarteto vocal masculino: primer tenor, segundo tenor, barítono, bajo o, Cuarteto de barbershop: líder (tenor), tenor, barítono, bajo.
- Cuarteto vocal femenino: primera soprano, segunda soprano, mezzosoprano, contralto o, Cuarteto de sweet adelines: líder (soprano), soprano, mezzosoprano, contralto.

#### Música clásica
Las cuarto partes del cuarteto vocal se suelen corresponder con los cuatro timbres principales de la voz humana: soprano, contralto, tenor y bajo, abreviado como SATB. No obstante, hay otras combinaciones posibles como el cuarteto de voces masculinas formado por dos tenores, un barítono y un bajo. El cuarteto vocal es la base de todas las grandes formas corales, salvo el madrigal. En ocasiones son piezas a capella y otras veces acompañadas por un instrumento de tecla o bien por efectivos vocales mayores como puede ser un coro. 
Las primeras muestras de música escrita a cuatro voces se dieron en la música vocal hacia 1400. Muchas chansons, madrigales y lieder polifónicos del siglo XVI y glees del siglo XVII son cuartetos vocales. Los cuartetos vocales, al igual que los dúos y los tríos, ocuparon un lugar destacado en la música doméstica del siglo XIX, a veces en forma acompañada, como en las dos series de valses Liebeslieder de Brahms con dúo de piano o sus Zigeunerlieder y el Spanisches Liederspiel de Robert Schumann con piano solo. Los ciclos de cuartetos acompañados, como el popular In a Persian Garden de Liza Lehmann y The Princess de Stanford, formaban parte de una considerable literatura que ahora está casi totalmente olvidada. Los cuartetos para voces masculinas sin acompañamiento también eran comunes en la producción de compositores como Schumann, Brahms y Niels Gade.
Los cuartetos vocales también pueden formar parte de composiciones clásicas más grandes, como óperas, obras corales y sinfónicas. El movimiento final de la Novena Sinfonía de Beethoven y el Réquiem de Verdi son dos muestras de obras de concierto de renombre que incluyen cuartetos vocales. Johannes Brahms y Franz Schubert crearon numerosas piezas para cuatro voces que alcanzaron gran popularidad en los salones privados de su época, a pesar de que rara vez se interpretan en la actualidad.

##### Ópera
Los cuartetos aparecieron en la ópera a mediados del siglo XVII. La Calisto (1651) de Francesco Cavalli termina con uno y Alessandro Scarlatti escribió algunos en sus óperas romanas tardías. En la primera mitad del siglo XVIII no eran habituales en la ópera italiana, aunque se pueden encontrar ejemplos notables en Radamisto (1720) y Parténope (1730) de Haendel. Existe un llamativo cuarteto en Andromaca (1730) de Francesco Feo y aparecen tres en la ópera cómica Angelica ed Orlando (1735) de Gaetano Latilla. A lo largo de este periodo, los cuartetos suelen aparecer dentro de las escenas como breves expresiones colectivas de emoción, como parte de un divertissement, o al final de una ópera.
A partir de 1750 los cuartetos se volvieron más frecuentes en la ópera seria. El libretista Metastasio incluyó uno para su Il rè pastore (1751). Comenzaron a ganar acción en la ópera italiana durante la década de 1780, y en la de 1790 aparecen cuartetos tanto de reflexión como de acción, tanto dentro de los actos como en los finales. En la ópera cómica los cuartetos figuraban sobre todo como finales de acto en la primera mitad del siglo. En la década de 1750 empezaron a adquirir acción, aunque más como finales que dentro de los actos. También sirvieron como conjuntos de introducción. Mozart escribió un cuarteto reflexivo para el tercer acto de Idomeneo (1781) y otro que es una mezcla de acción y reflexión para el final del segundo acto de El rapto en el serrallo (1782). El cuarteto del primer acto de Don Giovanni (1787) sirve para unir los diferentes hilos del drama.
En el siglo XVII los cuartetos solían estar formados por una sucesión de puntos de imitación, como en "Così va chi d'amor" de Lo schiavo di sua moglie de Francesco Provenzale. A principios del siglo XVIII esto había dado paso a la preferida sucesión de engrosamientos texturales que comenzaban con largos solos para cada participante, pasando a breves comentarios y luego, imitativamente, a un tutti predominantemente homofónico con alternancia antifonal y breves solos, pasando de nuevo de texturas imitativas a tutti.

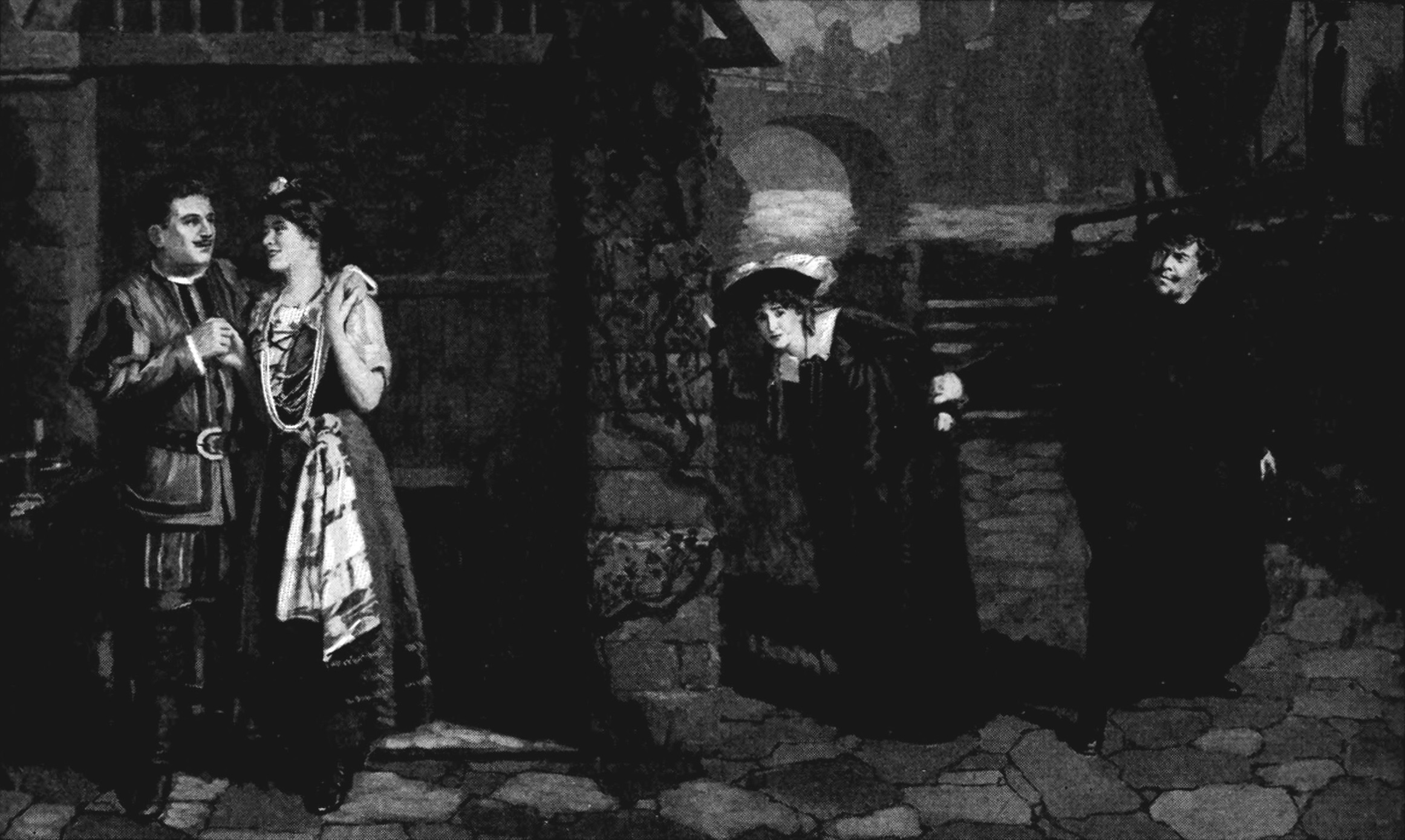
Cuarteto del acto 3 de Rigoletto de Verdi.

A principios del siglo XIX los cuartetos seguían siendo raros fuera de la ópera bufa y semiseria. Un ejemplo es el "A te, o cara" de I puritani (1835) de Vincenzo Bellini, que fue interpretado en el funeral del compositor por los cuatro cantantes principales para los que se escribió la ópera, Grisi, Rubini, Tamburini y Lablache. Este cuarteto de Bellini con su largo solo de tenor inicial marcó el punto de partida del más famoso de todos los cuartetos operísticos, "Bella figlia dell'amore" de la ópera Rigoletto (1851) de Verdi. Se trata de una inspirada expresión simultánea de diferentes sentimientos: ardiente cortejo, bromas coquetas, angustia y venganza. Otros cuartetos de Verdi de gran calidad son "Ah, mon pays" perteneciente a Las vísperas sicilianas (1855) y "D'un uom che geme" de Otello (1887), así como el "Quell'otre! quel tino!" de Falstaff (1893), que formó parte del encore en el estreno. 

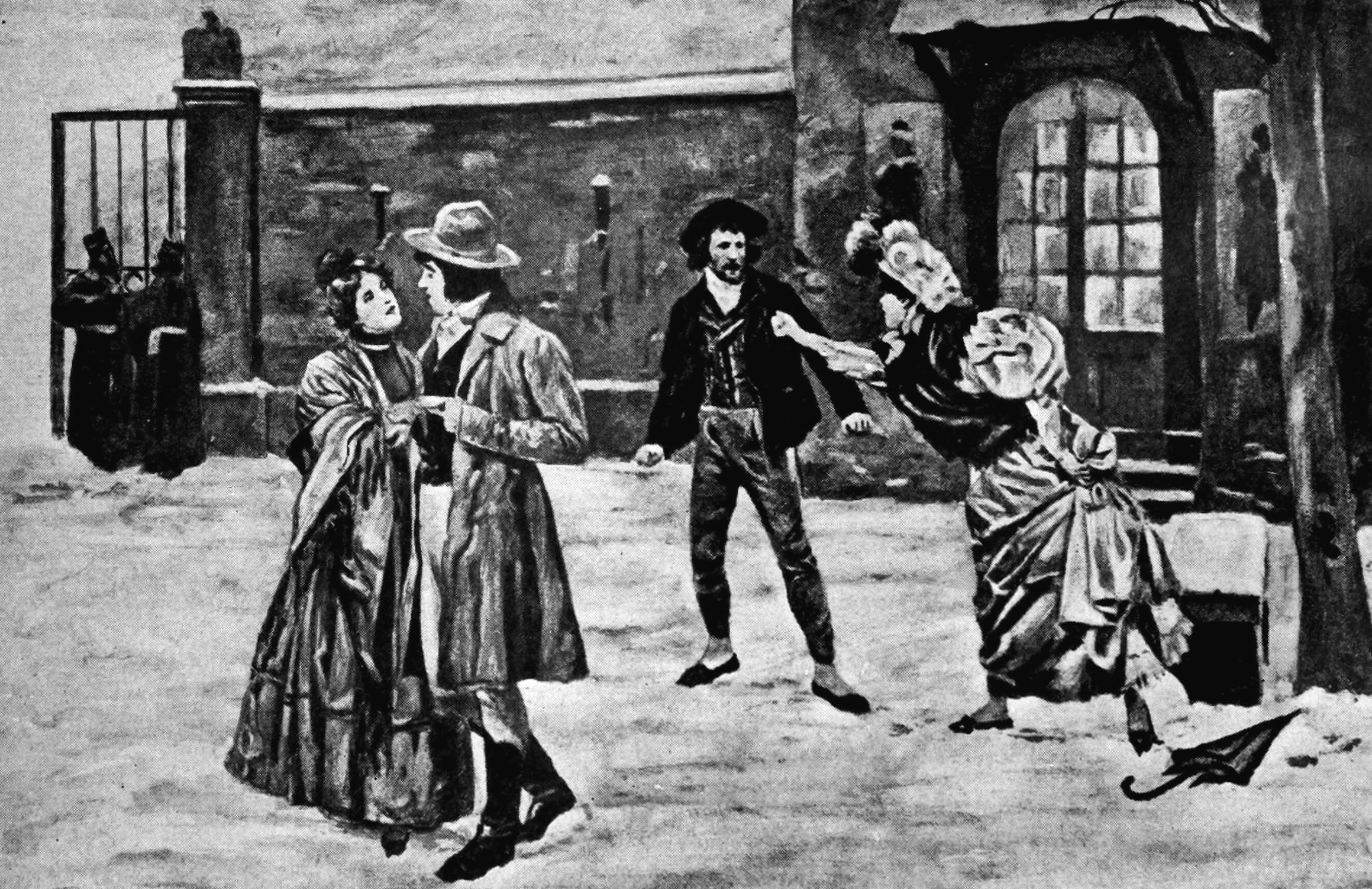
Cuarteto del acto 2 de La Bohème de Puccini.

Entre los cuartetos interpretados por dos parejas, en su mayoría en alternancia, se incluyen "Prenez mon bras un moment" del Fausto (1859) de Gounod y el conjunto incluido en Mefistofele (1875) de Boito. Otro es el conjunto que concluye la escena del jardín en Yevgeny Onegin (1879) de Chaikovski. A estos se puede añadir la segunda escena del segundo acto de Katia Kabanová (1921) de Janáček. En el "Addio dolce svegliare alla matina" de La bohème (1896) de Puccini, las peleas de una pareja de amantes forman un contrapunto con los tiernos intercambios de la otra.

#### Música popular urbana

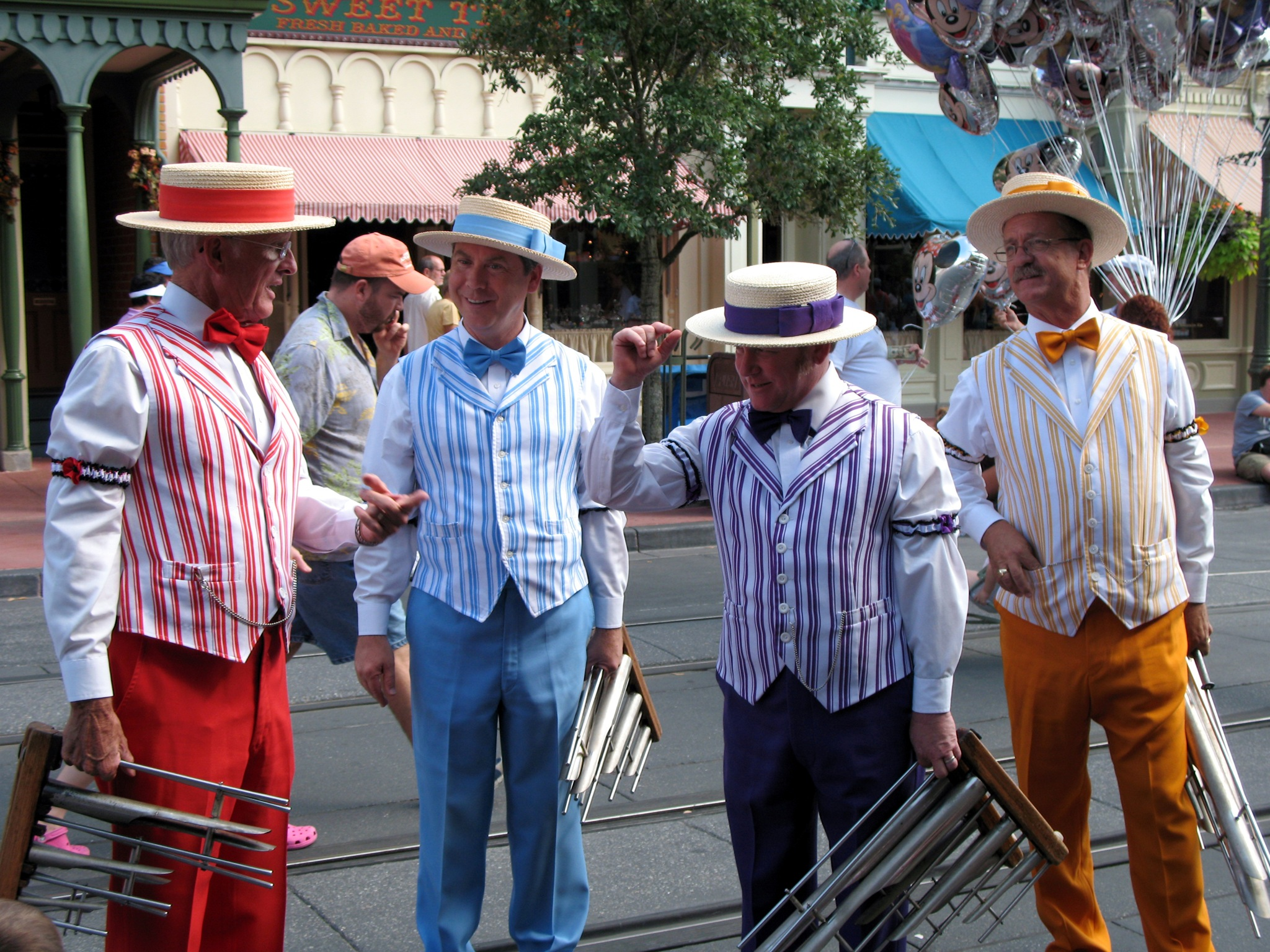
El cuarteto de barbershop The Dapper Dans.

Los cuartetos vocales masculinos cuentan con una larga tradición tanto en la música religiosa como en la música secular estadounidense. 
The Hutchinson Family Singers y otros grupos de cantantes itinerantes de la década de 1840 interpretaban música basada en las estrechas armonías vocales europeas y a su vez influyeron en el estilo de los cuartetos de barbershop. La versión femenina del cuarteto de barbershop se denomina Sweet Adelines.
Las armonías vocales a cuatro voces del canto góspel fueron anotadas hacia 1851 en Estados Unidos. La formación de cuarteto tomó forma a finales del siglo XIX, mientras que durante la primera mitad del siglo XX fue grabada por grupos como Norfolk Jazz Quartet, Jubilee Quartet y Golden Gate Quartet.
En la música popular de la década de 1930 destacan cuartetos como The Ink Spots, Mills Brothers; en los años 50 The Four Freshmen, The Crew-Cuts, Dion and The Belmonts y en los años 60 The Four Seasons. En décadas posteriores este tipo de agrupaciones son menos frecuentes, aunque hay muestras como Boyz II Men en los años 90.
Entre los cuartetos femeninos de música pop de los años 50 y 60 se encuentran The Chordettes y The Shirelles. Los conjuntos de cuatro integrantes mixtos han sido algo menos habituales, pero hay célebres ejemplos como The Mamas and The Papas, The Manhattan Transfer o ABBA.

## Cuarteto como pieza musical
La pieza musical conocida como cuarteto no cuenta con una estructura propia. Al igual que todas las formas clásicas de música de cámara adopta la de la forma sonata. Por lo general una pieza de este tipo suele constar de cuatro movimientos como mínimo:
1. Allegro
2. Andante o adagio
3. Minueto o scherzo
4. Rondó.